# 金亨權郡
金亨權郡（：／ Kimhyŏnggwŏn gun */?）是朝鮮民主主義人民共和國兩江道南部的一個郡，南部為咸鏡南道包圍，東界赴戰嶺山脈，屬虛川江流域。最高點是海拔2,377公尺的白山。面積1,261.7平方公里，2008年人口37,528人。下分1邑、1勞動者區、17里。
特產有豐山犬，2000年第一次朝韓首腦會晤，朝鮮以此與韓國送出的珍島犬交換。

## 歷史
1914年自咸鏡南道甲山郡和北青郡設豐山郡（풍산군），1954年被劃入兩江道。1990年改以朝鮮民主主義人民共和國主席金日成的叔父金亨權命名。